# トルコ行進曲
トルコ行進曲（トルコこうしんきょく、英語：Turkish March）は、西欧人がトルコと呼んだオスマン帝国の軍楽隊の音楽（メフテル、またはトルコ音楽）に刺激を受けて、西欧の作曲家が作曲した行進曲である。以下の2曲が有名。
1. ヴォルフガング・アマデウス・モーツァルトのピアノソナタ第11番第3楽章（イタリア語：Rondò alla turca）
2. ルートヴィヒ・ヴァン・ベートーヴェンの劇付随音楽『アテネの廃墟』の行進曲（イタリア語：Marcia alla turca）

## 特徴
トルコ行進曲の特徴として、打楽器やラッパの多用が挙げられる。大太鼓やトライアングル、シンバルなどの打楽器や、トランペットなどが多く使用され、現代のマーチングバンドにも多大なる影響を残している。また、一部のピアノにも似たような音響効果を狙ったペダル（ヤニチャーレンペダル）が備え付けられた。

## 歴史
オスマン帝国による2度のウィーン包囲（特に1683年の第二次ウィーン包囲）に随行した軍楽隊メフテルによる影響で、18世紀頃西欧にはトルコ趣味が流行していた。
モーツァルトの『ピアノソナタ第11番』は18世紀後半に作られたが、具体的な年代は不詳である。
フランツ・ヨーゼフ・ハイドンの交響曲第100番『軍隊』は、1793年から1794年にかけて作曲された。
ベートーヴェンの「トルコ行進曲」はアウグスト・フォン・コツェブーの戯曲『アテネの廃墟』の付随音楽として、1811年秋から1812年にかけて作曲された。

## 代表曲

### ハイドン
- 交響曲第100番『軍隊』

### モーツァルト
- ピアノソナタ第11番の第3楽章
- ヴァイオリン協奏曲第5番『トルコ風』の第3楽章（後半部分）
- オペラ『後宮からの誘拐』 - 特定の部分のみがトルコ行進曲をさすのではなく、オペラ全体がトルコ風を意識して作曲されている。

### ベートーヴェン
- 劇付随音楽『アテネの廃墟』の行進曲
- 交響曲第3番の第4楽章の一部
- 交響曲第9番の第4楽章の一部

### 歌謡曲
- 土耳古行進曲（トルコ行進曲）（作詞・作曲：加藤登紀子、歌：小沢昭一、コーラス：西六郷少年少女合唱団、編曲：佐々永治。シングル「土耳古（トルコ）行進曲」（1974年）、アルバム『小沢昭一全集〜唸る、語る、歌う、小沢昭一的こころ』『唄う老謡? へッへのへ 小沢だァ（小沢昭一的こころBOX）』『小沢昭一的こころの歌（オリジナル編）』 - いずれも日本コロムビア - に収録）
- トルコ行進曲 - 作詞：東天晴、歌唱：児玉一郎。シングル「トルコ行進曲」（1977年）、アルバム『GROOVIN'昭和！2〜ベッドにばかりいるの』（2010年）に収録。
- 係長5時を過ぎれば - 作詞：大谷キヨコ、 補作詞：さいとう大三、編曲：前田俊明、歌唱：殿さまキングス。モーツァルトの「トルコ行進曲」に歌詞を付けたコミカルソング。シングル「係長5時を過ぎれば」（1983年）、アルバム『パロッタ・クラシック』（1983年）に収録。
- KDD（現KDDI）CM曲（1985年） - 斎藤晴彦がモーツァルトの「トルコ行進曲」に乗せて替え歌を歌った[1]。またこのCMに先立ってTV番組『今夜は最高!』（1985年2月9日放送回）に斎藤がゲスト出演した「オペラ昭和任侠伝」においてもモーツァルトの「トルコ行進曲」に乗せた替え歌を歌っている[2]。「トルコ風呂」を「ソープランド」と改称する騒動を揶揄した歌詞による風刺等が評価され、番組は昭和60年度民間放送連盟賞、テレビ娯楽番組部門最優秀賞を受賞している。
- トルコ行進曲 - 作詞不詳。歌唱：由紀さおり & 安田祥子。モーツァルトの「トルコ行進曲」をスキャットで歌ったもので、歌詞に意味はない。アルバム『あの時、この歌 第七集“ピアノのけいこ”』（1990年）に収録され、1999年にシングルカットされている。
- 修学旅行行進曲（作詞：嘉門達夫、参覲交代／作曲：ヴォルフガング・アマデウス・モーツァルト／編曲：工藤隆／歌：嘉門達夫）シングル『ネコニャンニャンニャン』（1994年）、アルバム『劇的な日常』（2001年。1994年版とは別テイク）に収録。モーツァルトのトルコ行進曲のメロディに乗せて、京都・奈良への修学旅行でよくあるできごとを嘉門達夫ならではのコミカルな歌詞で歌っている。
- おかあさんといっしょのトルコ行進曲 - 作詞：井出隆夫。『おかあさんといっしょ』のファミリーコンサートで幾度か歌われた曲である。歌詞の内容はこれまでの『おかあさんといっしょ』の番組内のコーナーについて歌っていくものである。アルバム『NHKおかあさんといっしょ いっしょにうたおう大全集40+カラオケ10』（1999年。歌唱：速水けんたろう & 茂森あゆみ）、『NHKおかあさんといっしょ ファミリーコンサート 星空のメリーゴーラウンド〜50周年記念コンサート〜』（2010年。歌唱：横山だいすけ & 三谷たくみ）、『NHKおかあさんといっしょ ファミリーコンサート 音楽博士のうららかコンサート』（2017年。歌唱：花田ゆういちろう & 小野あつこ）に収録。それぞれ歌詞は異なる。
- 鹿児島パラダイス - 作詞：下地亜記子、作曲：東天晴、歌唱：水森かおり。鹿児島県ご当地ソングであるが、旋律はモーツァルトの「トルコ行進曲」と、「鹿児島おはら節」を合体させている。アルバム『歌謡紀行V〜熊野古道〜』（2006年）に収録。
- トルコ行進曲 - オワタ＼(^0^)／ - 作詞：オワタP。アルバム『THE BEST of オワタP 無難。』（2016年）に収録。
- ダッコ行進曲 - 歌唱：ももなお姉さん、アルバム『天才おばかクラシック その1/VARIOUS』（2017年）に収録。